# UC-72号潜艇
陛下之UC-72号艇是德意志帝国海军于第一次世界大战期间建造的其中一艘UC-II型近岸布雷潜艇或称U艇。它由汉堡的布洛姆与福斯船厂承建，于1916年8月12日新船下水，至同年12月5日交付使用。其全长50.35米，水面及水下排水量分别为427吨和508吨，艇载武器则包括三具鱼雷发射管、六具水雷滑射槽以及一门88毫米口径甲板炮。UC-72号入役后曾被部署至驻比利时的佛兰德区舰队，并参与了大西洋潜艇战。通过其八次巡逻，共直接或间接击沉41艘协约国或中立国商船，容积总吨累计为58,699吨。1917年8月，UC-72号在穿越多佛尔海峡返航时触雷沉没，艇内31名官兵全数阵亡。确切的海损日期已不可考，但不会早于8月23日。

## 设计
1915年秋天，由于中立国美国的干预，U艇战几乎陷入停顿，导致德国广泛开展《国际法》所允许的水雷战，从而使布雷潜艇的需求量相应增加。德意志帝国海军潜艇监察局（Inspektion des U-Bootwesens）的开发部门留意到了这一点，遂以UB-II型为基础，按照兼顾布雷效率和生产速度的要求，以41号工程的名义设计了UC-II型潜艇。为了弥补前型UC-I型的缺陷，UC-II型艇不仅更大，而且采用双轴推进系统。然而，与前型最主要的区别在于，UC-II型艇重新运用了双壳体结构。但它并非纯粹的双体潜艇，而是一种中间过渡型；因为外层没有封闭耐压壳体，而是作为鞍形水柜附在上方。
UC-72号是64艘UC-II型方案的其中一艘。这个亚型的艇体结构与UB-II型类似，但体积更大，全长为50.35米，并有3.64米的吃水深度；由于不再考虑铁路运输的装载限界，舷宽也得以增至5.22米。其水上和水下排水量分别为427吨和508吨。艇只采用两台猛狮六缸四冲程600匹公制馬力（440千瓦特）柴油机用于水面运行，以及两台620匹公制馬力（460千瓦特）的西门子-舒克特电动发电机用于水下航行；水面最高航速12節（22每小時），水下7.4節（13.7每小時）；能够在水面以7節（13每小時）航速续航10,420海里（19,300），或以4節（7.4每小時）连续在水下航行52海里（96）而无需充电。其潜没需时约为30秒，能够在50米的深度下运作。
作为布雷潜艇，UC-72号改将六具布雷滑射槽安装在艇体前部，每具储存井内的水雷数量增至3枚，即合共18枚UC200型水雷。布雷时只需将存储井底部的盖板打开，水雷便可凭借自身重量滑入水中。随着滑射槽长度增加，艇体艏楼的上层建筑被抬高，上层建筑与司令塔之间的凹陷处布置了一门88毫米30倍径速射炮作为甲板炮。但由于位置相对较低，火炮甲板在恶劣海况下很容易被涌浪淹没。此外，UC-72号还装备有三具500毫米鱼雷发射管，这极大提升了潜艇的攻击能力。其中艇艏两具外置在两侧、艇艉一具则为内置式，并可搭载合共7枚G6型鱼雷。其标准船员编制为3名军官及23名水兵。

## 历史
1916年1月12日，在海军元帅阿尔弗雷德·冯·提尔皮茨的倡议下，国家海军办公室分别向五家德国造船厂发包第三批次的UC-II型潜艇。UC-72号因此成为汉堡布洛姆与福斯船厂承建的该批次八号艇，建造编号为288。它于1916年8月12日新船下水，至同年12月5日在首任暨唯一一任艇长、曾执掌UB-6和UB-23号的海军中尉恩斯特·福格特的指挥下正式入役，随即展开海试。完成海试后，该艇于1917年2月17日被编入驻泽布吕赫的佛兰德区舰队，成为海军佛兰德集团军的一份子。
在半年多的佛兰德役期中，UC-72号参与了大西洋潜艇战，足迹遍及英吉利海峡、爱尔兰海、比斯开湾和坎塔布里亚海等多处水域。通过八次布雷及破交战巡逻，该艇合共击沉协约国或中立国的39艘商船和2艘辅助军舰，容积总吨累计为58,699吨。其中，体积最大的受害者是注册吨位为8,273吨的英国远洋班轮德尔斐克号，它于1917年8月16日从加的夫运送煤炭前往蒙得维的亚的途中，在距锡利群岛的主教岩西南偏西约135海里（250）处遭福格特发射鱼雷击沉，导致5人罹难。此外，隶属英国皇家海军、容积总吨为1,191吨的Q船彭斯赫斯特号也曾于1917年8月19日在比斯开湾遭到UC-72号的鱼雷袭击而受损。
1917年8月，UC-72号在穿越多佛尔海峡返航时触雷沉没，艇内31名官兵全数阵亡。2013年，海洋考古学家英尼斯·麦卡特尼在多佛尔附近海域发现了该艇的残骸。确切的海损日期已不可考，但据信不会早于1917年8月23日。

## 袭击历史摘要
| 日期          | 船名                | 船籍         | 吨位  | 结局 |
| ------------- | ------------------- | ------------ | ----- | ---- |
| 1917年3月13日 | 奖励号              | 英国         | 172   | 击沉 |
| 1917年3月24日 | 皇家灰号            | 英國皇家海軍 | 338   | 击伤 |
| 1917年4月1日  | 东方美女号          | 英国         | 97    | 击沉 |
| 1917年4月26日 | 普兰廷号            | 英國皇家海軍 | 84    | 击沉 |
| 1917年4月27日 | 好望号              | 英国         | 89    | 击沉 |
| 1917年4月29日 | 巴约讷人号          | 法國         | 20    | 击沉 |
| 1917年4月29日 | 欧仁妮与露西号      | 法國         | 34    | 击沉 |
| 1917年4月29日 | 五姊妹的兄弟号      | 法國         | 20    | 击沉 |
| 1917年4月29日 | 小埃内斯特号        | 法國         | 20    | 击沉 |
| 1917年5月1日  | 相思树号            | 法國         | 9     | 击沉 |
| 1917年5月1日  | 安提戈涅号          | 法國         | 15    | 击沉 |
| 1917年5月1日  | 卡米耶·阿梅莉号     | 法國         | 21    | 击沉 |
| 1917年5月2日  | 康卡莱号            | 法國         | 231   | 击沉 |
| 1917年5月2日  | 克里亚多号          | 法国海军     | 175   | 击沉 |
| 1917年5月2日  | 胜利号              | 法國         | 290   | 击沉 |
| 1917年5月2日  | 俄罗斯号            | 法國         | 127   | 击沉 |
| 1917年5月2日  | 伊冯号              | 法國         | 100   | 击沉 |
| 1917年5月4日  | 马梅莱娜九号        | 西班牙       | 115   | 击沉 |
| 1917年5月4日  | 马梅莱娜十二号      | 西班牙       | 111   | 击沉 |
| 1917年5月4日  | 马恩二号            | 法國         | 250   | 击沉 |
| 1917年5月4日  | 凡尔登号            | 法國         | 25    | 击沉 |
| 1917年5月5日  | 尼达尔号            | 挪威         | 1,809 | 击沉 |
| 1917年5月6日  | 弗朗西斯科号        | 義大利王國   | 3,438 | 击沉 |
| 1917年5月28日 | 德特勒夫·瓦格纳号   | 英国         | 225   | 击沉 |
| 1917年6月2日  | 埃雷加号            | 西班牙       | 2,233 | 击沉 |
| 1917年6月2日  | 斯卡普斯诺号        | 挪威         | 1,766 | 击沉 |
| 1917年6月2日  | 圣桑妮娃号          | 挪威         | 1,140 | 击沉 |
| 1917年6月3日  | 罗萨里奥号          | 乌拉圭       | 1,565 | 击沉 |
| 1917年6月6日  | 圣艾鲁瓦号          | 法國         | 1,993 | 击沉 |
| 1917年6月8日  | 塞夸纳号            | 法国海军     | 5,557 | 击沉 |
| 1917年7月3日  | 亨里克号            | 挪威         | 3,928 | 击沉 |
| 1917年7月7日  | 马萨皮夸号          | 美国         | 3,193 | 击沉 |
| 1917年7月8日  | 康布罗纳号          | 法國         | 1,863 | 击沉 |
| 1917年7月8日  | M·I·曼达尔号        | 丹麦         | 1,886 | 击沉 |
| 1917年7月8日  | 玛丽·W·鲍恩号       | 美国         | 2,153 | 击沉 |
| 1917年7月9日  | 刻瑞斯号            | 法國         | 296   | 击沉 |
| 1917年7月11日 | 盎格鲁-巴塔哥尼亚号 | 英国         | 5,017 | 击沉 |
| 1917年7月15日 | 崔利锡克号          | 英国         | 4,168 | 击沉 |
| 1917年8月16日 | 德尔斐克号          | 英国         | 8,273 | 击沉 |
| 1917年8月17日 | 默兹二号            | 法國         | 5,270 | 击沉 |
| 1917年8月19日 | 彭斯赫斯特号        | 英國皇家海軍 | 1,191 | 击伤 |
| 1917年8月21日 | HS-4号              | 英国         | 121   | 击沉 |
| 1917年8月21日 | RB-6号              | 英国         | 800   | 击沉 |

## 脚注
1. 1 2 3  Helgason, Guðmundur. . German and Austrian U-boats of World War I - Kaiserliche Marine - Uboat.net.   [2009-02-23].
2. ↑  Tarrant，第173頁.
3. 1 2 3  Gröner 1991，第31-32頁.
4. 1 2  Helgason, Guðmundur. . German and Austrian U-boats of World War I - Kaiserliche Marine - Uboat.net.   [2015-03-04].
5. ↑  陈进，第48頁.
6. ↑  . Navypedia.   [2022-09-16]. （原始内容存档于2023-01-20）.
7. ↑  陈进，第46頁.
8. ↑  Herzog，第139頁.
9. 1 2  Helgason, Guðmundur. . German and Austrian U-boats of World War I - Kaiserliche Marine - Uboat.net.   [2015-03-04].
10. ↑  Helgason, Guðmundur. . German and Austrian U-boats of World War I - Kaiserliche Marine - Uboat.net.   [2023-02-22].
11. ↑  Helgason, Guðmundur. . German and Austrian U-boats of World War I - Kaiserliche Marine - Uboat.net.   [2023-02-22].
12. ↑  . Facebook.   [2023-02-22]. （原始内容存档于2023-02-22）.